# Debate Bohr-Einstein

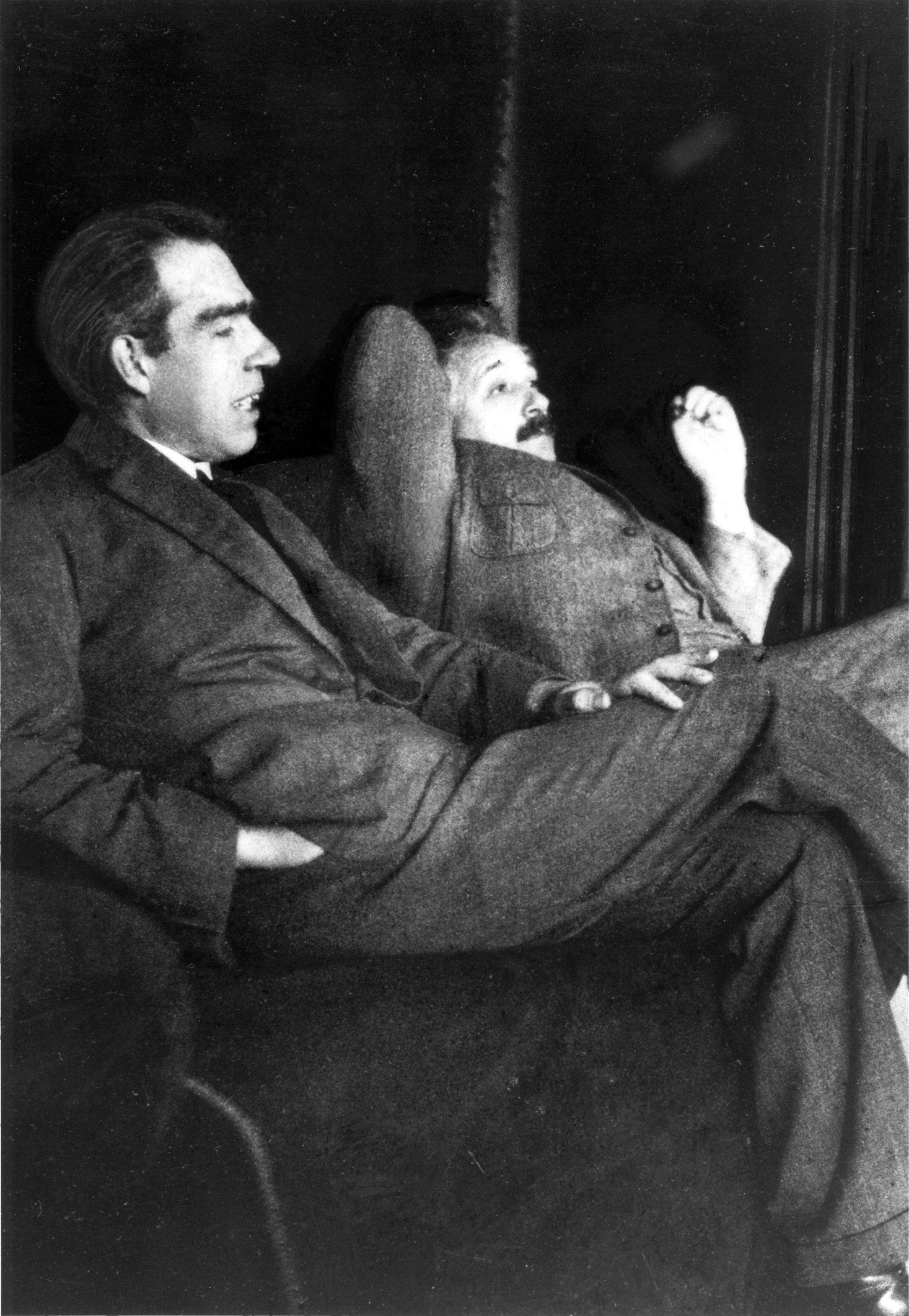
Niels Bohr con Albert Einstein en casa de Paul Ehrenfest en Leiden (diciembre de 1925). La foto es todo un estudio de caracteres: el empírico y el teórico.

Los debates Bohr-Einstein fueron una serie de disputas públicas sobre la mecánica cuántica entre Albert Einstein y Niels Bohr. Sus debates se recuerdan por su importancia para la filosofía de la ciencia, ya que los desacuerdos y el resultado de la versión de Bohr de la mecánica cuántica —que se convirtió en el punto de vista predominante— forman la raíz de la comprensión moderna de la física. La mayor parte de la versión de Bohr sobre los congresos celebrados en Solvay en 1927 y en otros lugares, fue escrita por Bohr por primera vez décadas después en un artículo titulado «Discusiones con Einstein sobre problemas epistemológicos de la física atómica». Según el artículo, la cuestión filosófica del debate era si la llamada interpretación de Copenhague de Bohr de la mecánica cuántica, que se centraba en su creencia de complementariedad, era válida para explicar la naturaleza. A pesar de sus diferencias de opinión y de los sucesivos descubrimientos que ayudaron a consolidar la mecánica cuántica, Bohr y Einstein mantuvieron una admiración mutua que duraría el resto de sus vidas.
Los debates representan uno de los puntos más altos de la investigación científica de la primera mitad del siglo XX, porque llamaron la atención sobre un elemento de la teoría cuántica, la no localidad cuántica, que es fundamental para nuestra comprensión moderna del mundo físico. La opinión generalizada de algunos físicos profesionales ha sido que Bohr salió victorioso en su defensa de la teoría cuántica y estableció definitivamente el carácter probabilístico fundamental de la medición cuántica.[cita requerida]

## Debates prerrevolucionarios
Einstein fue el primero de los físicos en señalar que el descubrimiento de Max Planck del cuánto de acción (h) implicaba reescribir la física. Con objeto de probar esta afirmación, en 1905 propuso que la luz actuaba a veces como una partícula a la que llamó «cuanto de luz» (actualmente denominado fotón). Bohr fue uno de los mayores oponentes verbales a la idea del fotón y no llegó a abrazarla abiertamente hasta 1925. Su posterior habilidad para trabajar creativamente con una idea a la que él se había resistido tan largamente es bastante inusual en la historia de la ciencia. El fotón llamó la atención a Einstein porque él lo vio como una realidad física (aunque confusa) detrás de los propios números. A Bohr le desagradaba porque hacía arbitrarias ciertas soluciones matemáticas. No le gustaba que los científicos tuvieran que elegir entre distintas ecuaciones.
El año 1913 trajo el modelo de Bohr del átomo de hidrógeno, que hacía uso del cuánto de Planck para explicar el espectro atómico. Einstein al principio dudó del modelo, pero rápidamente cambió de idea y lo aceptó, a pesar del hecho de que su realidad subyacente no podía ser representada en detalle, porque lo consideró un trabajo en progreso.

## La revolución cuántica
La revolución cuántica a mediados de los años veinte ocurrió bajo la dirección de Einstein y Bohr, y sus debates posrevolucionarios fueron acerca de cómo darle sentido a tal cambio. Los choques para Einstein comenzaron en 1925, cuando Werner Heisenberg introdujo ecuaciones matriciales que eliminaban los elementos newtonianos del espacio y el tiempo de cualquier realidad subyacente. El siguiente golpe sucedió en 1926, cuando Max Born propuso que la mecánica debía ser entendida como una «probabilidad», sin ningún tipo de explicación causal. Finalmente, a finales de 1927, Heisenberg y Born declararon en la Conferencia Solvay que la revolución había sido completada y no era necesario ir más allá. Fue en ese último estadio donde el escepticismo de Einstein se convirtió en una auténtica consternación. Él creía que se había logrado mucho, pero que las razones profundas de la mecánica todavía necesitaban ser comprendidas.
Einstein rehusó aceptar la revolución como completa. Aspiraba, en cambio, a ver desarrollado un modelo que incluyera las causas subyacentes de estos modelos cuánticos aparentemente aleatorios, ya que las probabilidades cuánticas, según la teoría de Bohr, implicaban que las posiciones en el espacio-tiempo nunca podrían ser completamente conocidas.
No rechazaba las estadísticas o las probabilidades en sí mismas y el propio Einstein era un gran pensador estadístico. Era la ausencia de una razón o explicación para los eventos concretos, más allá de su mera predicción estadística, lo que Einstein rechazaba. A Bohr, mientras tanto, para nada le afectaban ninguno de los elementos que tanto preocupaban a Einstein. Él hizo su propio arreglo con las contradicciones proponiendo un principio de complementariedad que enfatizaba el papel del observador sobre lo observado.

## Posrevolución: primera etapa
La posición de Einstein trajo consigo modificaciones significativas con el transcurso de los años. En la primera etapa, Einstein se negó a aceptar el indeterminismo cuántico y trató de demostrar que el principio de indeterminación podía ser violado, sugiriendo ingeniosos experimentos mentales que permitirían una determinación precisa y simultánea de variables incompatibles, tales como velocidad y posición, o revelar explícitamente y al mismo tiempo los aspectos ondulatorios y corpusculares del mismo proceso.

### El argumento de Einstein
El primer ataque serio de Einstein a la concepción «ortodoxa» de la mecánica cuántica tuvo lugar durante la Quinta Conferencia Internacional de Solvay sobre Electrones y Fotones en 1927. Einstein señaló cómo era posible aprovechar las leyes (universalmente aceptadas) de conservación de la energía y del impulso (momento) para obtener información sobre el estado de una partícula en un proceso de interferencia que, según el principio de indeterminación o el de complementariedad, no debería ser accesible.

Figura A. Un haz monocromático (en el que todas las partículas tienen el mismo impulso) se encuentra con una primera pantalla, se difracta y la onda difractada se encuentra con una segunda pantalla con dos rendijas, lo que da lugar a la formación de una figura de interferencia en el fondo F. Como siempre, se supone que sólo una partícula a la vez es capaz de pasar todo el mecanismo. A partir de la medida del retroceso de la pantalla S1, según Einstein, se puede deducir por qué rendija ha pasado la partícula sin destruir los aspectos ondulatorios del proceso.

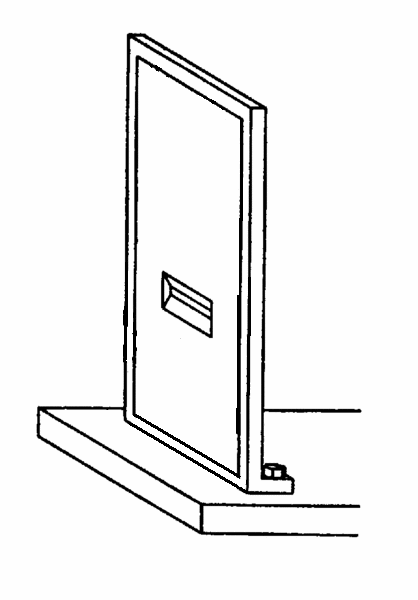
Figura B. La rendija de Einstein

Para seguir su argumentación y evaluar la respuesta de Bohr, es conveniente referirse al aparato experimental ilustrado en la figura A. Un haz de luz perpendicular al eje X se propaga en la dirección z y encuentra una pantalla S1 con una rendija estrecha (en relación con la longitud de onda del rayo). Después de haber pasado por la rendija, la función de onda se difracta con una apertura angular que hace que se encuentre con una segunda pantalla S2 con dos rendijas. La propagación sucesiva de la onda da lugar a la formación de la figura de interferencia en la pantalla final F.
Al pasar por las dos rendijas de la segunda pantalla S2, los aspectos ondulatorios del proceso se vuelven esenciales. De hecho, es precisamente la interferencia entre los dos términos de la superposición cuántica correspondientes a los estados en que la partícula se localiza en una de las dos rendijas lo que implica que la partícula es «guiada» preferentemente hacia las zonas de interferencia constructiva y no puede acabar en un punto de las zonas de interferencia destructiva (en las que la función de onda se anula). También es importante señalar que cualquier experimento diseñado para evidenciar los aspectos «corpusculares» del proceso al paso de la pantalla S2 (que, en este caso, se reduce a la determinación de la rendija por la que ha pasado la partícula) destruye inevitablemente los aspectos ondulatorios, implica la desaparición de la figura de interferencia y la aparición de dos manchas de difracción concentradas que confirman nuestro conocimiento de la trayectoria seguida por la partícula.
En este punto Einstein pone en juego también la primera pantalla y argumenta lo siguiente: como las partículas incidentes tienen velocidades (prácticamente) perpendiculares a la pantalla S1, y como sólo la interacción con esta pantalla puede provocar una desviación de la dirección original de propagación, por la ley de conservación del impulso —que implica que la suma de los impulsos de dos sistemas que interactúan se conserva—, si la partícula incidente se desvía hacia arriba, la pantalla retrocederá hacia abajo y viceversa. En condiciones reales, la masa de la pantalla es tan grande que permanecerá inmóvil, pero, en principio, es posible medir incluso un retroceso infinitesimal. Si nos imaginamos tomando la medida del impulso de la pantalla en la dirección X después de que haya pasado cada partícula, podemos saber, por el hecho de que la pantalla se encontrará retrocediendo hacia arriba (abajo), si la partícula en cuestión se ha desviado hacia abajo o hacia arriba, y por tanto a través de qué rendija en S2 la partícula ha pasado. Pero como la determinación de la dirección del retroceso de la pantalla tras el paso de la partícula no puede influir en el desarrollo sucesivo del proceso, seguiremos teniendo una figura de interferencia en la pantalla F. La interferencia tiene lugar precisamente porque el estado del sistema es la superposición de dos estados cuyas funciones de onda son distintas de cero sólo cerca de una de las dos rendijas. En cambio, si cada partícula pasa sólo por la rendija b o por la rendija c, entonces el conjunto de sistemas es la mezcla estadística de los dos estados, lo que significa que la interferencia no es posible. Si Einstein está en lo cierto, entonces hay una violación del principio de indeterminación.
Este experimento mental se inició de forma más sencilla durante la parte de la discusión general de las actas reales de la conferencia de Solvay de 1927. En esas actas oficiales, la respuesta de Bohr se registra como: «Me siento en una posición muy difícil, porque no entiendo precisamente el punto que Einstein está tratando de hacer.» Einstein había explicado que «podría ocurrir que el mismo proceso elemental produjera una acción en dos o varios lugares de la pantalla. Pero la interpretación, según la cual psi al cuadrado expresa la probabilidad de que esta partícula concreta se encuentre en un punto determinado, supone un mecanismo de acción a distancia totalmente peculiar.» De ello se desprende que Einstein se refería a la separabilidad (en particular y sobre todo a la causalidad local, es decir, a la localidad), no a la indeterminación. De hecho, Paul Ehrenfest escribió una carta a Bohr en la que afirmaba que los experimentos mentales de Einstein de 1927 no tenían nada que ver con las relaciones de incertidumbre, pues Einstein ya las había aceptado «y durante mucho tiempo nunca dudó».

### La respuesta de Bohr
Evidentemente, Bohr malinterpretó el argumento de Einstein sobre la violación mecánica cuántica de la causalidad relativista (localidad) y se centró, en cambio, en la consistencia de la indeterminación cuántica. La respuesta de Bohr fue ilustrar la idea de Einstein utilizando el diagrama de la figura C. (La figura C muestra una pantalla fija S1 que está atornillado. Luego, intente imaginar una que pueda deslizarse hacia arriba o hacia abajo a lo largo de una varilla en lugar de un perno fijo.) Bohr observa que el conocimiento extremadamente preciso de cualquier movimiento vertical (potencial) de la pantalla es un presupuesto esencial en el argumento de Einstein. En efecto, si su velocidad en la dirección X antes del paso de la partícula no se conoce con una precisión sustancialmente mayor que la inducida por el retroceso (es decir, si ya se movía verticalmente con una velocidad desconocida y mayor que la que deriva como consecuencia del contacto con la partícula), entonces la determinación de su movimiento tras el paso de la partícula no daría la información que buscamos. Sin embargo, continúa Bohr, una determinación extremadamente precisa de la velocidad de la pantalla, cuando se aplica el principio de indeterminación, implica una inevitable imprecisión de su posición en la dirección X.  Por lo tanto, antes de que comience el proceso, la pantalla ocuparía una posición indeterminada al menos hasta cierto punto (definido por el formalismo). Consideremos ahora, por ejemplo, el punto d de la figura A, donde la interferencia es destructiva. Cualquier desplazamiento de la primera pantalla haría que las longitudes de las dos trayectorias, a-b-d y a-c-d, fueran diferentes de las indicadas en la figura. Si la diferencia entre las dos trayectorias varía en media longitud de onda, en el punto d habrá una interferencia constructiva y no destructiva.  El experimento ideal debe promediar todas las posiciones posibles de la pantalla S1, y a cada posición le corresponde, para un determinado punto fijo F, un tipo de interferencia diferente, desde la perfectamente destructiva hasta la perfectamente constructiva. El efecto de esta promediación es que el patrón de interferencia en la pantalla F será uniformemente gris. Una vez más, nuestro intento de evidenciar los aspectos corpusculares en S2 ha destruido la posibilidad de interferencia en F, que depende crucialmente de los aspectos ondulatorios.

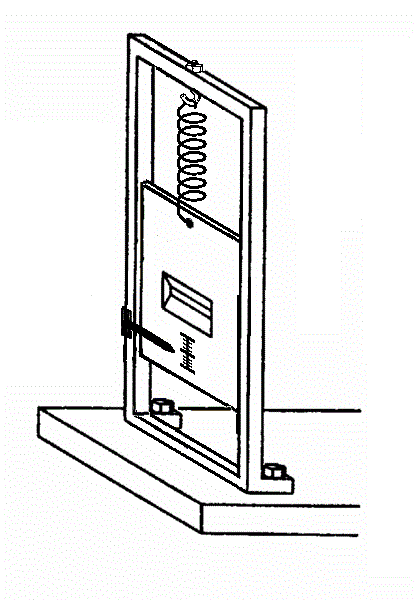
Figura C. Para realizar la propuesta de Einstein, es necesario sustituir la primera pantalla de la figura A (S1) por un diafragma que pueda moverse verticalmente, como el propuesto por Bohr

Como reconocía Bohr, para la comprensión de este fenómeno «es decisivo que, a diferencia de los auténticos instrumentos de medida, estos cuerpos junto con las partículas constituyan, en el caso que se examina, el sistema al que debe aplicarse el formalismo mecánico-cuántico. En cuanto a la precisión de las condiciones en que se puede aplicar correctamente el formalismo, es imprescindible incluir todo el aparato experimental. En efecto, la introducción de cualquier aparato nuevo en la trayectoria de una partícula, como un espejo, podría introducir nuevos efectos de interferencia que influyen esencialmente en las predicciones sobre los resultados que se registrarán al final.»[cita requerida] Más adelante, Bohr intenta resolver esta ambigüedad sobre qué partes del sistema deben considerarse macroscópicas y cuáles no:

En particular, debe quedar muy claro que […] el uso inequívoco de los conceptos espaciotemporales en la descripción de los fenómenos atómicos debe limitarse al registro de las observaciones que se refieren a las imágenes en un objetivo fotográfico o a los efectos análogos de amplificación prácticamente irreversibles, como la formación de una gota de agua alrededor de un ion en una habitación oscura.[cita requerida]

El argumento de Bohr sobre la imposibilidad de utilizar el aparato propuesto por Einstein para violar el principio de indeterminación depende crucialmente del hecho de que un sistema macroscópico (la pantalla S1) obedece a las leyes cuánticas. Por otro lado, Bohr sostenía sistemáticamente que, para ilustrar los aspectos microscópicos de la realidad, es necesario poner en marcha un proceso de amplificación, en el que intervienen aparatos macroscópicos, cuya característica fundamental es la de obedecer a las leyes clásicas y que pueden describirse en términos clásicos. Esta ambigüedad volvería más tarde en forma de lo que todavía hoy se llama el problema de la medición.
Sin embargo, Bohr en su artículo de refutación del documento EPR, afirma que «no se trata de una perturbación mecánica del sistema investigado». Heisenberg cita a Bohr diciendo: «Considero que todas las afirmaciones como "La observación introduce incertidumbre en el fenómeno" son inexactas y engañosas». El libro de Manjit Kumar sobre los debates Bohr-Einstein encuentra estas afirmaciones de Bohr contrarias a sus argumentos.

### El principio de indeterminación aplicado al tiempo y a la energía
En muchos ejemplos de libros de texto y discusiones populares sobre la mecánica cuántica, el principio de indeterminación se explica por referencia al par de variables posición y velocidad (o momento). Es importante señalar que la naturaleza ondulatoria de los procesos físicos implica que debe existir otra relación de indeterminación: la existente entre el tiempo y la energía. Para comprender esta relación, es conveniente referirse al experimento ilustrado en
Figura D, que da lugar a la propagación de una onda de extensión espacial limitada. Supongamos que, como se ilustra en la figura, un rayo extremadamente extendido longitudinalmente se propaga hacia una pantalla con una rendija provista de un obturador que sólo permanece abierto durante un intervalo de tiempo muy breve {\displaystyle \Delta t}. Más allá de la rendija, habrá una onda de extensión espacial limitada que continúa propagándose hacia la derecha.
Una onda perfectamente monocromática (como una nota musical que no puede dividirse en armónicos) tiene una extensión espacial infinita. Para que una onda tenga una extensión espacial limitada (lo que técnicamente se denomina un paquete de ondas), es necesario que se superpongan varias ondas de diferentes frecuencias y se distribuyan de forma continua dentro de un determinado intervalo de frecuencias en torno a un valor medio, como por ejemplo {\displaystyle \nu _{0}}.
Sucede entonces que, en un instante determinado, existe una región espacial (que se desplaza en el tiempo) en la que las contribuciones de los distintos campos de la superposición se suman constructivamente. Sin embargo, según un teorema matemático preciso, a medida que nos alejamos de esta región, las fases de los distintos campos, en cualquier punto determinado, se distribuyen causalmente y se producen interferencias destructivas. Por tanto, la región en la que la onda tiene una amplitud distinta de cero está limitada espacialmente. Es fácil demostrar que, si la onda tiene una extensión espacial igual a {\displaystyle \Delta x} (lo que significa, en nuestro ejemplo, que la persiana ha permanecido abierta durante un tiempo {\displaystyle \Delta t=\Delta x/v} donde v es la velocidad de la onda), entonces la onda contiene (o es una superposición de) varias ondas monocromáticas cuyas frecuencias cubren un intervalo {\displaystyle \Delta \nu } que satisface la relación:
{\displaystyle \Delta \nu \geq {\frac {1}{\Delta t}}.}
Recordando que en la relación universal de Planck, frecuencia y energía son proporcionales:
{\displaystyle E=h\nu \,}
se deduce inmediatamente de la desigualdad anterior que la partícula asociada a la onda debe poseer una energía que no está perfectamente definida (ya que en la superposición intervienen diferentes frecuencias) y, en consecuencia, hay indeterminación de la energía:
{\displaystyle \Delta E=h\,\Delta \nu \geq {\frac {h}{\Delta t}}.}
De esto se deduce inmediatamente que:
{\displaystyle \Delta E\,\Delta t\geq h}
que es la relación de indeterminación entre el tiempo y la energía.

### La segunda crítica de Einstein
En el sexto Congreso de Solvay de 1930, la relación de indeterminación fue el blanco de las críticas de Einstein. Su idea contempla la existencia de un aparato experimental que, posteriormente, fue diseñado por Bohr de forma que se destacaran los elementos esenciales y los puntos clave que utilizaría en su respuesta.
Einstein considera una caja (llamada caja de Einstein) que contiene radiación electromagnética y un reloj que controla la apertura de un obturador que a su vez cubre un agujero hecho en una de las paredes de la caja. El obturador descubre el agujero durante un tiempo {\displaystyle \Delta t} que puede elegirse arbitrariamente. Durante la apertura, hemos de suponer que un fotón, de entre los que están dentro de la caja, se escapa por el agujero. De este modo se ha creado una onda de extensión espacial limitada, siguiendo la explicación dada anteriormente. Para desafiar la relación de indeterminación entre el tiempo y la energía, es necesario encontrar una manera de determinar con la precisión adecuada la energía que el fotón ha traído consigo. En este punto, Einstein recurre a su célebre relación entre masa y energía de la relatividad especial: {\displaystyle E=mc^{2}}. De ello se deduce que el conocimiento de la masa de un objeto proporciona una indicación precisa sobre su energía. El argumento es, por tanto, muy sencillo: si se pesa la caja antes y después de la apertura de la persiana y si una cierta cantidad de energía ha escapado de la caja, esta será más ligera. La variación de la masa multiplicada por {\displaystyle c^{2}}
proporcionará un conocimiento preciso de la energía emitida.
Además, el reloj indicará el momento preciso en que se produjo el evento de la emisión de la partícula. Dado que, en principio, la masa de la caja puede determinarse con un grado de precisión arbitrario, la energía emitida puede determinarse con una precisión {\displaystyle \Delta E} tan preciso como se desee. Por lo tanto, el producto {\displaystyle \Delta E\Delta t} se puede hacer menos de lo que implica el principio de indeterminación.
La idea es particularmente aguda y el argumento parecía inatacable. Es importante considerar el impacto de todos estos intercambios en las personas involucradas en ese momento. Leon Rosenfeld, un científico que había participado en el congreso, describió el evento varios años después:

Fue una verdadera conmoción para Bohr […] que, al principio, no podía pensar en una solución. Durante toda la velada estuvo extremadamente agitado, y siguió pasando de un científico a otro, tratando de persuadirles de que no podía ser así, que habría sido el fin de la física si Einstein tuviera razón; pero no se le ocurría ninguna forma de resolver la paradoja. Nunca olvidaré la imagen de los dos antagonistas al salir del club: Einstein, con su figura alta y dominante, que caminaba tranquilamente, con una sonrisa ligeramente irónica, y Bohr que trotaba a su lado, lleno de excitación... La mañana siguiente vio el triunfo de Bohr.

### El triunfo de Bohr
El «triunfo de Bohr» consistió en demostrar que el sutil argumento de Einstein no era concluyente; pero, aún más, en la forma en que llegó a esta conclusión apelando precisamente a una de las grandes ideas de Einstein —el principio de equivalencia entre la masa gravitatoria y la masa inercial, junto con la dilatación del tiempo de la relatividad especial— y a una consecuencia de estas: el corrimiento al rojo gravitatorio (gravitational redshift). Bohr demostró que, para que el experimento de Einstein funcionara, la caja tendría que estar suspendida sobre un muelle en medio de un campo gravitatorio. Para obtener una medida del peso de la caja, habría que fijar un puntero a la caja que se correspondiera con el índice de una balanza. Tras la liberación de un fotón, una masa {\displaystyle m} podría añadirse a la caja para devolverla a su posición original y esto nos permitiría determinar la energía {\displaystyle E=mc^{2}} que se perdió al salir el fotón. La caja está inmersa en un campo gravitatorio de fuerza {\displaystyle g}, y el corrimiento al rojo gravitacional afecta a la velocidad del reloj, dando lugar a la incertidumbre {\displaystyle \Delta t} en el tiempo {\displaystyle t} necesario para que el puntero vuelva a su posición original. Bohr dio el siguiente cálculo estableciendo la relación de incertidumbre {\displaystyle \Delta E\Delta t\geq h}.

## Posrevolución: segunda etapa
La segunda fase del debate de Einstein con Bohr y la interpretación ortodoxa se caracteriza por la aceptación del hecho de que, como cuestión práctica, es imposible determinar simultáneamente los valores de ciertas cantidades incompatibles, pero el rechazo de que esto implique que estas cantidades no tengan realmente valores precisos. Einstein rechaza la interpretación probabilística de Max Born e insiste en que las probabilidades cuánticas son de naturaleza epistémica y no ontológica. En consecuencia, la teoría debe ser incompleta de alguna manera. Reconoce el gran valor de la teoría, pero sugiere que «no cuenta toda la historia» y, aunque proporciona una descripción adecuada a un cierto nivel, no da información sobre el nivel subyacente más fundamental:

Tengo la mayor consideración por los objetivos que persiguen los físicos de la última generación que se agrupan bajo el nombre de mecánica cuántica, y creo que esta teoría representa un profundo nivel de verdad, pero también creo que la restricción a leyes de naturaleza estadística resultará transitoria […] Sin duda la mecánica cuántica ha captado un fragmento importante de la verdad y será un parangón para todas las futuras teorías fundamentales, por el hecho de que debe ser deducible como caso límite a partir de tales fundamentos, al igual que la electrostática es deducible de las ecuaciones de Maxwell del campo electromagnético o como la termodinámica es deducible de la mecánica estadística.[cita requerida]

Estas reflexiones de Einstein pondrían en marcha una línea de investigación sobre teorías de las variables ocultas, como la interpretación de Bohm, en un intento de completar el edificio de la teoría cuántica. Si la mecánica cuántica puede hacerse «completa» en el sentido de Einstein, no puede hacerse localmente; este hecho fue demostrado por John Stewart Bell con la formulación de la desigualdad de Bell en 1964. Aunque la desigualdad de Bell descartó las teorías de variables ocultas locales, la teoría de Bohm no fue descartada. Un experimento de 2007 descartó una gran clase de teorías de variables ocultas no locales de Bohm, aunque no la propia mecánica de Bohm.

## Posrevolución: tercera etapa

### El argumento de EPR

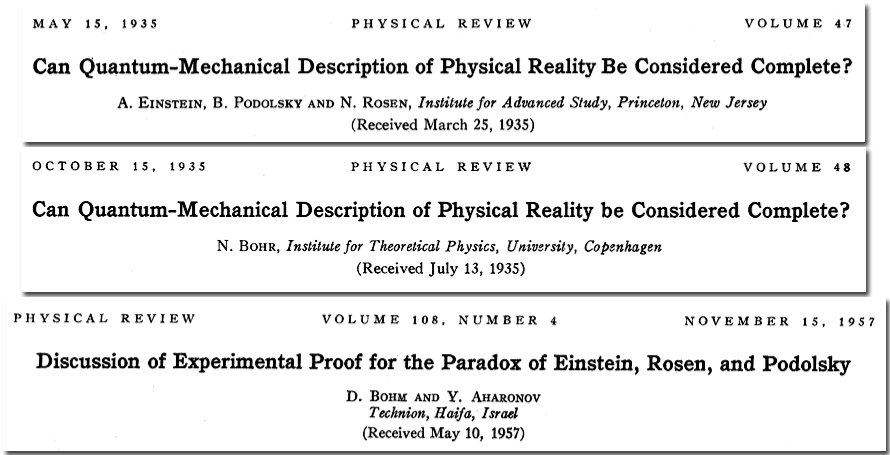
Secciones de títulos de documentos históricos sobre la EPR

En 1935 Einstein, Boris Podolsky y Nathan Rosen desarrollaron un argumento, publicado en la revista Physical Review con el título «¿Puede considerarse completa la descripción mecánico-cuántica de la realidad física?», basado en un estado entrelazado de dos sistemas. Antes de llegar a este argumento, es necesario formular otra hipótesis que se desprende del trabajo de Einstein en la relatividad: el principio de localidad. Los elementos de la realidad física que se poseen objetivamente no pueden ser influenciados instantáneamente a distancia.
David Bohm retomó el argumento EPR en 1951. En su libro de texto Teoría Cuántica, lo reformuló en términos de un estado enredado de dos partículas, que puede resumirse como sigue:
1) Consideremos un sistema de dos fotones que en el momento t se encuentran, respectivamente, en las regiones espacialmente distantes A y B y que además se encuentran en el estado de polarización entrelazada {\displaystyle \left|\Psi \right\rangle } que se describe a continuación:
{\displaystyle \left|\Psi ,t\right\rangle ={\frac {1}{\sqrt {2}}}\left|1,V\right\rangle \left|2,V\right\rangle +{\frac {1}{\sqrt {2}}}\left|1,H\right\rangle \left|2,H\right\rangle .}
2) En el momento t se comprueba la polarización vertical del fotón en la región A. Supongamos que el resultado de la medición es que el fotón pasa por el filtro. Según la reducción del paquete de ondas, el resultado es que, en el tiempo t + dt, el sistema se convierte en
{\displaystyle \left|\Psi ,t+dt\right\rangle =\left|1,V\right\rangle \left|2,V\right\rangle .}
3) En este punto, el observador en A que realizó la primera medición sobre el fotón 1, sin hacer nada más que pudiera perturbar el sistema o el otro fotón ("suposición (R)", más adelante), puede predecir con certeza que el fotón 2 pasará una prueba de polarización vertical. De ello se deduce que el fotón 2 posee un elemento de realidad física: el de tener una polarización vertical.
4) Según el supuesto de localidad, no puede haber sido la acción realizada en A la que creó este elemento de realidad para el fotón 2. Por lo tanto, debemos concluir que el fotón poseía la propiedad de poder pasar la prueba de polarización vertical antes e independientemente de la medición del fotón 1.
5) En el momento t, el observador en A podría haber decidido realizar una prueba de polarización a 45°, obteniendo un determinado resultado, por ejemplo, que el fotón pasa la prueba. En ese caso, podría haber concluido que el fotón 2 resultó estar polarizado a 45°. Alternativamente, si el fotón no pasa la prueba, podría haber concluido que el fotón 2 resultó estar polarizado a 135°. Combinando una de estas alternativas con la conclusión a la que se llegó en 4, parece que el fotón 2, antes de que tuviera lugar la medición, poseía tanto la propiedad de poder pasar con certeza una prueba de polarización vertical como la propiedad de poder pasar con certeza una prueba de polarización a 45° o a 135°. Estas propiedades son incompatibles según el formalismo.
6) Dado que los requisitos naturales y obvios han obligado a concluir que el fotón 2 posee simultáneamente propiedades incompatibles, esto significa que, aunque no sea posible determinar estas propiedades simultáneamente y con una precisión arbitraria, sin embargo son poseídas objetivamente por el sistema. Pero la mecánica cuántica niega esta posibilidad y es, por tanto, una teoría incompleta.

### La respuesta de Bohr
La respuesta de Bohr a este argumento se publicó, cinco meses después de la publicación original de EPR, en la misma revista Physical Review y con exactamente el mismo título que el original. El punto crucial de la respuesta de Bohr está destilado en un pasaje que posteriormente hizo publicar en el libro de Paul Arthur Schilpp Albert Einstein, científico-filósofo en honor al septuagésimo cumpleaños de Einstein. Bohr ataca la suposición (R) de EPR afirmando:

El enunciado del criterio en cuestión es ambiguo en cuanto a la expresión «sin perturbar el sistema de ninguna manera». Naturalmente, en este caso no puede producirse ninguna perturbación mecánica del sistema examinado en la fase crucial del proceso de medición. Pero incluso en esta etapa se plantea el problema esencial de una influencia sobre las condiciones precisas que definen los posibles tipos de predicción que se refieren al comportamiento posterior del sistema […] sus argumentos no justifican su conclusión de que la descripción cuántica resulta ser esencialmente incompleta […] Esta descripción puede caracterizarse como un uso racional de las posibilidades de una interpretación inequívoca del proceso de medición compatible con la interacción finita e incontrolable entre el objeto y el instrumento de medición en el contexto de la teoría cuántica.

### Experimentos de confirmación

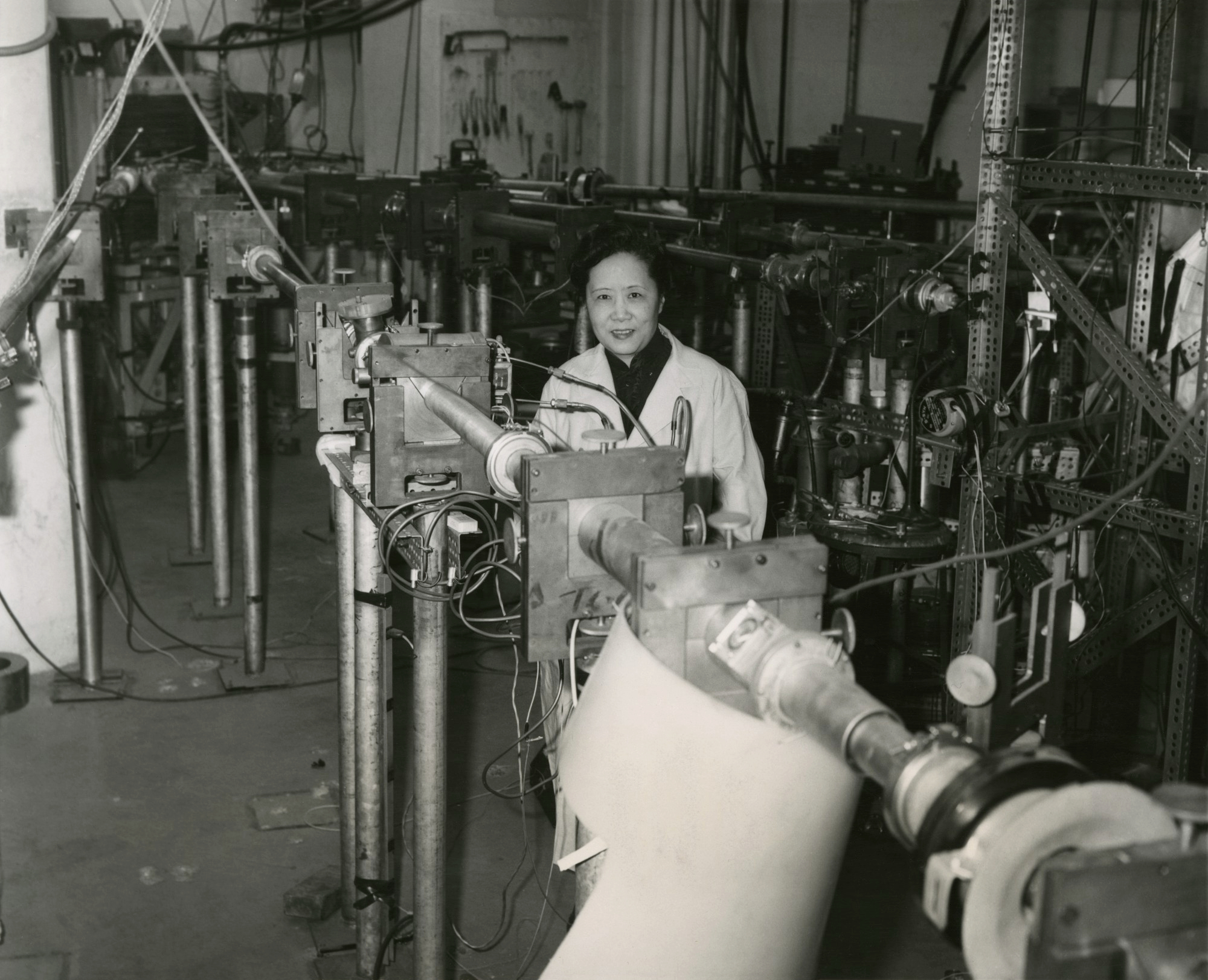
Chien-Shiung Wu

Años después de la exposición de Einstein a través de su experimento EPR, muchos físicos empezaron a realizar experimentos para demostrar que la visión de Einstein de una «acción espeluznante en la distancia» es realmente consistente con las leyes de la física. El primer experimento que demostró definitivamente que esto era así fue en 1949, cuando los físicos Chien-Shiung Wu y su colega Irving Shaknov demostraron esta teoría en tiempo real utilizando fotones. Su trabajo se publicó en el nuevo año de la década siguiente.
Más tarde, en 1975, Alain Aspect propuso en un artículo un experimento lo suficientemente meticuloso como para ser irrefutable: «Proposed experiment to test the non-separability of quantum mechanics». Esto llevó a Aspect, junto con los físicos Philippe Grangier, Gérard Roger y Jean Dalibard, a poner en marcha entre 1980 y 1982 varios experimentos cada vez más complejos que permitieron establecer el entrelazamiento cuántico. Finalmente, en 1998, el experimento de Ginebra probó la correlación entre dos detectores situados a 30 kilómetros de distancia, prácticamente en toda la ciudad, utilizando la red suiza de telecomunicaciones de fibra óptica. La distancia daba el tiempo necesario para conmutar los ángulos de los polarizadores. Por lo tanto, era posible tener una derivación eléctrica completamente aleatoria. Además, los dos polarizadores distantes eran totalmente independientes. Las mediciones se registraron en cada lado, y se compararon después de cada experimento fechando cada medición mediante un reloj atómico. El experimento volvió a verificar el entrelazamiento en las condiciones más estrictas e ideales posibles. Si el experimento de Aspect implicaba que una hipotética señal de coordinación viajara dos veces más rápido que c, el de Ginebra alcanzó 10 millones de veces c.

## Posrevolución: cuarta etapa
En su último escrito sobre el tema[cita requerida], Einstein afinó aún más su posición, dejando completamente claro que lo que realmente le molestaba de la teoría cuántica era el problema de la renuncia total a las normas mínimas de realismo, incluso a nivel microscópico, que implicaba la aceptación de la completitud de la teoría. Desde los primeros días de la teoría cuántica, la suposición de la localidad y la invariancia de Lorentz guiaron sus pensamientos y le llevaron a determinar que si exigimos una localidad estricta, entonces las variables ocultas están naturalmente implicadas a propósito de la EPR. Partiendo de esta lógica EPR (que es ampliamente malinterpretada u olvidada), Bell demostró que las variables ocultas locales implican un conflicto con el experimento. En última instancia, lo que estaba en juego para Einstein era la suposición de que la realidad física fuera universalmente local. Aunque la mayoría de los expertos en la materia están de acuerdo en que Einstein estaba equivocado, la comprensión actual aún no es completa (véase Interpretaciones de la mecánica cuántica).